# HD 24706
HD 24706，又名CD-47 1187，SAO 216540、HR 1216，是一颗恒星，视星等为5.93，位于銀經254.43，銀緯-49.37，其B1900.0坐标为赤經3h 50m 27.4s，赤緯-47° -49.37′ 16″。